# 傷寒雜病論桂林古本
《傷寒雜病論桂林古本》，據稱為東漢張仲景所著《傷寒雜病論》第十二稿之世傳抄本，歷來未見於世。直至清末，世居嶺南的張仲景六十四世孫——張紹祖方始傳書予其徒桂林左盛德，左再傳予其徒羅哲初。爾後於1934年羅哲初借予黃竹齋抄寫成《白雲閣藏本》（略稱《白雲閣本》），1939年由張伯英資助而方校刊公世。
因為本書在民國之前未見記載，學者對此版本的真偽，仍有爭議。

## 版本
現在通行版本包括了：
- 1939年黃竹齋《白雲閣本》。
- 1956年羅哲初之子羅繼壽將世傳抄本（直排）原稿獻予中華人民共和國政府，後由廣西人民出版社於
  - 1960年出版不完全簡體字化的直排版；
  - 1980年出版簡體字橫排版。
- 1980年由黃竹齋高足米伯讓，補刻三頁書版「勘誤表」，由陝西中醫藥研究院，依原黃竹齋所刻之《白雲閣藏本》版重印二百部，稱「《白雲閣本》重刻版」。
- 1986年，台灣正體字版書籍與電子檔（直排）是由中醫整合研究小組賴鵬舉醫師等人所推行，主要參考廣西人民出版社1980年版本。
- 2006年由民間自動發起的民間中醫網校正版本（橫排），以廣西人民出版社的1960年版和1980年版為底本，參以中醫整合研究小組版本、《白雲閣本》重刻版、黃竹齋《會通本》等，各版本不一致處均保持正文與廣西人民出版社版本一致，另加註腳說明不一致處。

## 特色
根據《桂林古本》刊行序文，稱仲景撰有一十三稿；現存宋本之《傷寒論》與《金匱要略》為第七稿，而《傷寒雜病論桂林古本》為第十二稿，共十六卷。一至二卷，為脈學；三至五卷，討論溫病。六至十六卷，除了少數文字略有改動，與後世傳本大致相同。
《桂林古本》與傳統版本最大的差異是加入了溫病的內容，就完整度及一致性（條文不矛盾）上來說，《桂林古本》較為齊全，故得到一些人的支持，認為它才是真正善本。
- 《桂林古本》較通行本《傷寒論》與《金匱要略》兩者合參，多出篇章：
  - 「平脈法第一」、「平脈法第二」共兩卷
  - 奇經八脈病脈證並治，出現在《桂林古本》卷二「平脈法第二」篇。
  - 溫病脈證並治
  - 六淫病脈證並治——傷暑病、熱病、濕病、傷燥病、傷風病、寒病
- 條目差異：
  - 《金匱要略》中的黃疸病出現在《桂林古本》卷十「辨陽明病脈證並治」篇。
- 處方差異：
  - 補宋本所缺之五藏結處方，出現在《桂林古本》卷九「辨太陽病脈證並治下」篇。
  - 與宋本不同：宋本四逆散在《桂林古本》的名稱為柴胡枳實芍藥甘草湯，出現在《桂林古本》卷十一「辨少陽病脈證並治」篇。
- 版本差異：
  - 桂林古本卷三《伤寒例》前有“六气主客”一篇，黄竹斋1935年手抄罗哲初珍藏原本，无此内容。故于1939年所刊白云阁藏本及1948年自印《伤寒杂病论会通》，均无此篇。早于此前（1932）公世之《长沙古本》亦无此篇。不知何时何人补入“桂林本”中，目前無法查考。

## 爭議
現代中醫學者，如劉渡舟，認為《桂林古本》乃偽書，寫作時間不早於明清二代，是後世傷寒派醫家增補傷寒論條文而成。因為有以下疑點：
- 方劑差異：
  - 以湯、散，劑型的使用上，桂林本的散劑是藥物打成散而煮湯，而後去滓服之(如五苓散)，變成所謂的「煮散」。煮散在宋朝時相當盛行，《夢溪筆談》說：「湯、散、丸，各有所宜。古方用湯最多，用丸、散殊少。煮散古方無用者，唯近世人為之。」若《夢溪筆談》所說為真，從劑型來看，桂林古本的時代可能不早過宋朝。
- 存在類似後世醫家的治方：
  - 《桂林古本》十六「辨婦人各病脈證並治」篇【黃耆當歸湯方】類似金元四大家李杲的【當歸補血湯】，惟《桂林古本》黃耆:當歸=6:1，而李杲所用比例為5:1。
- 藥名差異：
  - 今版傷寒論或是康平本傷寒論，乃至楊紹伊先生根據《千金方》與《脈經》等書所考的《伊尹湯液經》這三個版本中的當歸四逆湯(在康平本為當歸回逆湯)，皆是以「通草」為名；唯獨桂林古本以「木通」為名。
  - 木通之名最早是在唐朝陳士良的《食性本草》中才出現，故桂林古本的著作時間可能不早於唐朝。
- 方名差異：
  - 玄武湯在宋真宗年間，因避諱而改稱真武湯。唐本及康平本傷寒論皆稱玄武湯，但是桂林古本則沿用傳統真武湯之名[1]。
- 病名差異：
  - 大量使用溫病學派的病名。如在吳鞠通《溫病條辨》舉出的八種溫病病名及分類，全部被承襲使用。

## 外部連結
- 整合中醫學雜誌（繁體中文）